# Brachycrus
Brachycrus és un gènere extint de mamífers artiodàctils de la família dels mericoidodòntids que visqueren a Centreamèrica i Nord-amèrica durant el Miocè mitjà. Se n'han trobat restes fòssils als Estats Units i Panamà. Les espècies d'aquest grup presentaven tot un seguit d'adaptacions especialitzades que haurien pogut recordar la saiga d'estepa d'avui en dia. Un augment progressiu de mida fou l'únic canvi significatiu que experimentaren durant els seus tres milions d'anys d'existència. El nom genèric Brachycrus significa ‘cama curta’.